# Индеец (фильм)
«Индеец» (итал. Indio) — итальянский кинофильм Антонио Маргерити, выпущенный в 1989 году.

## Сюжет
Индио, в чьих жилах течёт индейская кровь, вступает на тропу войны. Бывшему морскому пехотинцу предстоит сразиться с бывшим полковником армии США, который возглавил мегакорпорацию и приговорил к уничтожению огромный лес. Спасти уникальную природу теперь только в силах Индио.

## В ролях
В главных ролях снялись:
- Марвин Хаглер;
- Франческо Куин;
- Брайен Деннехи.